# Лаковица большая
Ла́ковица больша́я, или лаковица бли́зкая (лат. Laccária próxima) — вид грибов, входящий в род Лаковица (Laccaria) семейства Гиднангиевые (Hydnangiaceae).

## Описание

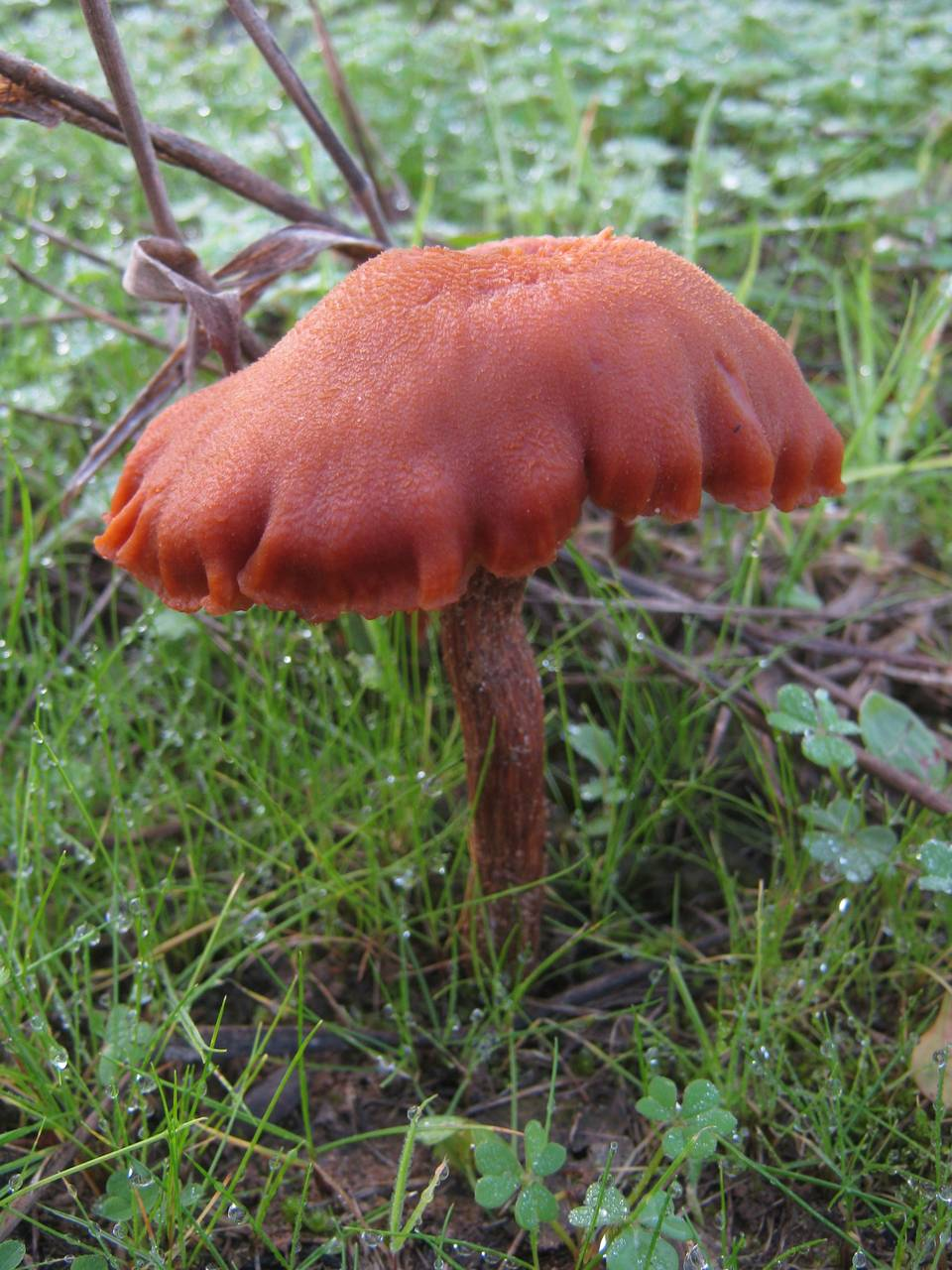

Плодовые тела шляпконожечные, тонкомясистые. Шляпка у взрослых грибов 1—5(8,5) см в диаметре, у молодых грибов полушаровидной формы, затем раскрывается до неправильно-обрубленно-конической или уплощённо-конической, неправильно волнистая, в центре нередко с углублением, часто с разорванным краем, на протяжении ⅓ радиально-просвечивающе-полосчатая. Поверхность шляпки по крайней мере в центре заметно радиально-волокнистая до чешуйчатой, оранжево-коричневая, красно-коричневая или ржавая, в центре темнее.
Мякоть одного цвета с поверхностью гриба, в основании ножки иногда грязно-сиреневая, с сладковато-грибным, землистым или редечным запахом, с приятным грибным вкусом.
Пластинки гименофора довольно редкие, обычно приросшие к ножке или с нисходящим на неё зубцом, сначала ярко-розовые, затем грязно-розовые.
Ножка цилиндрическая или слабо расширенная книзу, 1,8—12(17) см длиной и 2—10(12) мм толщиной, выполненная до ватной, оранжево- или красно-коричневая, с белыми или кремовыми продольными полосками волокон. Основание ножки обычно покрыто белым опушением.
Споровый отпечаток белый. Споры 7,5—11×6—9 мкм, в основном эллиптические до широкоэллиптических, покрытые шипиками до 1—1,5 мкм высотой. Базидии четырёхспоровые, 25—36×8,5—9,5 мкм. Кутикула шляпки — кутис.
Съедобный гриб невысокого качества.

### Сходные виды
- Laccaria laccata (Scop.) Cooke, 1884 — лаковица розовая — отличается слабо волокнистой, почти не полосчатой ножкой, а также очень редко бывающей мелкочешуйчатой шляпкой.
- Laccaria bicolor (Maire) P.D.Orton, 1960 — лаковица двухцветная — отличается лиловатым оттенком пластинок и мицелия в основании ножки.

## Ареал и экология
Гриб с широким космополитичным ареалом. Встречается в одиночно или небольшими группами в лиственных и хвойных лесах.

## Систематика

### Синонимы
- Clitocybe laccata var. proxima (Boud.) Bres., 1928
- Clitocybe proxima Boud., 1881basionym
- Laccaria laccata var. proxima (Boud.) Maire, 1933
- Laccaria proximella Singer, 1965